# Ce sentiment de l'été
Pour plus de détails, voir Fiche technique et Distribution.
Ce sentiment de l'été est un film dramatique franco-allemand réalisé par Mikhaël Hers et sorti en 2015.

## Synopsis
Au milieu de l'été, Sasha, 30 ans, meurt soudainement. Alors qu'ils se connaissent peu, son compagnon Lawrence et sa sœur Zoé se rapprochent. Ils partagent comme ils peuvent la peine et le poids de l'absence, entre Berlin, Paris et New York. Trois étés, trois villes, le temps de leur retour à la lumière, portés par le souvenir de celle qu'ils ont aimée.

## Fiche technique
- Titre : Ce sentiment de l'été
- Réalisation : Mikhaël Hers
- Scénario : Mikhaël Hers et Mariette Désert
- Musique : Tahiti Boy (David Sztanke)
- Montage : Marion Monnier
- Photographie : Sébastien Buchmann
- Costumes : Caroline Spieth
- Producteur : 
  - Coproducteur : Vanessa Ciszewski, Olivier Père et Rémi Burah
  - Producteur délégué : Pierre Guyard
  - Producteur associé : Christophe Rossignon, Philip Boëffard et Ève François Machuel
- Production : Katuh Studio, Rhône-Alpes Cinéma, Arte France Cinéma et Nord-Ouest Films, en association avec la SOFICA Cofinova 11
- Distribution : Pyramide Distribution, K-Films Amérique (Québec)
- Pays de production :  France et  Allemagne
- Durée : 106 minutes
- Genre : drame
- Dates de sortie :
  - France : 
    - 11 octobre 2015 (Festival international du film indépendant de Bordeaux)
    - 17 février 2016 (sortie nationale)

  - Québec :
    - 11 novembre 2016 (sortie en salle)

## Distribution
- Anders Danielsen Lie : Lawrence
- Judith Chemla : Zoé
- Marie Rivière : Adélaïde, la mère de Zoé et Sasha
- Féodor Atkine : Vladimir, le père de Zoé et Sasha
- Dounia Sichov : Ida
- Stéphanie Déhel : Sasha
- Lana Cooper (de) : June
- Thibault Vinçon : David, le compagnon de Zoé
- Laure Calamy : Anouk
- Timothé Vom Dorp : Nils, le fils de Zoé et David
- Jean-Pierre Kalfon : Faris
- Marin Ireland : Nina, la sœur de Lawrence
- Josh Safdie : Thomas
- Mac DeMarco : Marc

## Sortie

### Accueil critique
En France, le site Allociné recense une moyenne des critiques presse de 3,7/5, et des critiques spectateurs à 3,6/5.
" Il ne se passe rien de décisif, et pourtant tout passe, dans ce beau film sur le regret où les vivants errent sous le soleil comme des ombres pressées, où le bonheur est une indécision et la beauté des grandes villes désertées, un réconfort. " L'Obs, le 17 février 2016.
" Oui, c’est un cinéma très doux, mais doux comme les vagues de l’été qui finissent pourtant par éroder le roc. Sans violence, Mikhaël Hers nous révèle cependant à nous-même notre infinie tristesse, un flot d’émotions venues on ne sait trop d’où, si ce n’est peut-être du passé. " Les Inrocks, le 12 février 2016. 

### Box-office
- France : 40 852 entrées[4].